# Oh, Daddy! (film, 1915)
Pour les articles homonymes, voir Oh, Daddy!.
Pour plus de détails, voir Fiche technique et Distribution.
Oh, Daddy! (littéralement : Oh papa !) est un film muet américain réalisé par Frank Cooley, sorti en 1915.

## Fiche technique
- Titre : Oh, Daddy
- Réalisation : Frank Cooley
- Scénario : Webster Campbell
- Producteur :
- Société de production : American Film Manufacturing Company
- Société de distribution : Mutual Film
- Pays de production :  États-Unis
- Langue : film muet avec les intertitres en anglais
- Métrage : 300 m
- Format : Noir et blanc — 35 mm — 1,33:1 — Muet
- Genre : Comédie dramatique
- Durée : 10 minutes
- Date de sortie : 
  - États-Unis : 20 avril 1915

## Distribution
- Fred Gamble : M. Hymens
- Virginia Kirtley : Mme Valerie, la veuve
- Joe Harris : Jimmy Hymens
- Webster Campbell : Johnny Hymens